# Stora Jofstjärnen
Stora Jofstjärnen är en sjö i Vansbro kommun i Dalarna och ingår i Norrströms huvudavrinningsområde.